# Georg X av Kartli
Georg X av Kartli, död 1606, var en georgisk monark. Han var kung i kungariket Kartli mellan 1599 och 1606.